# 喷气发动机

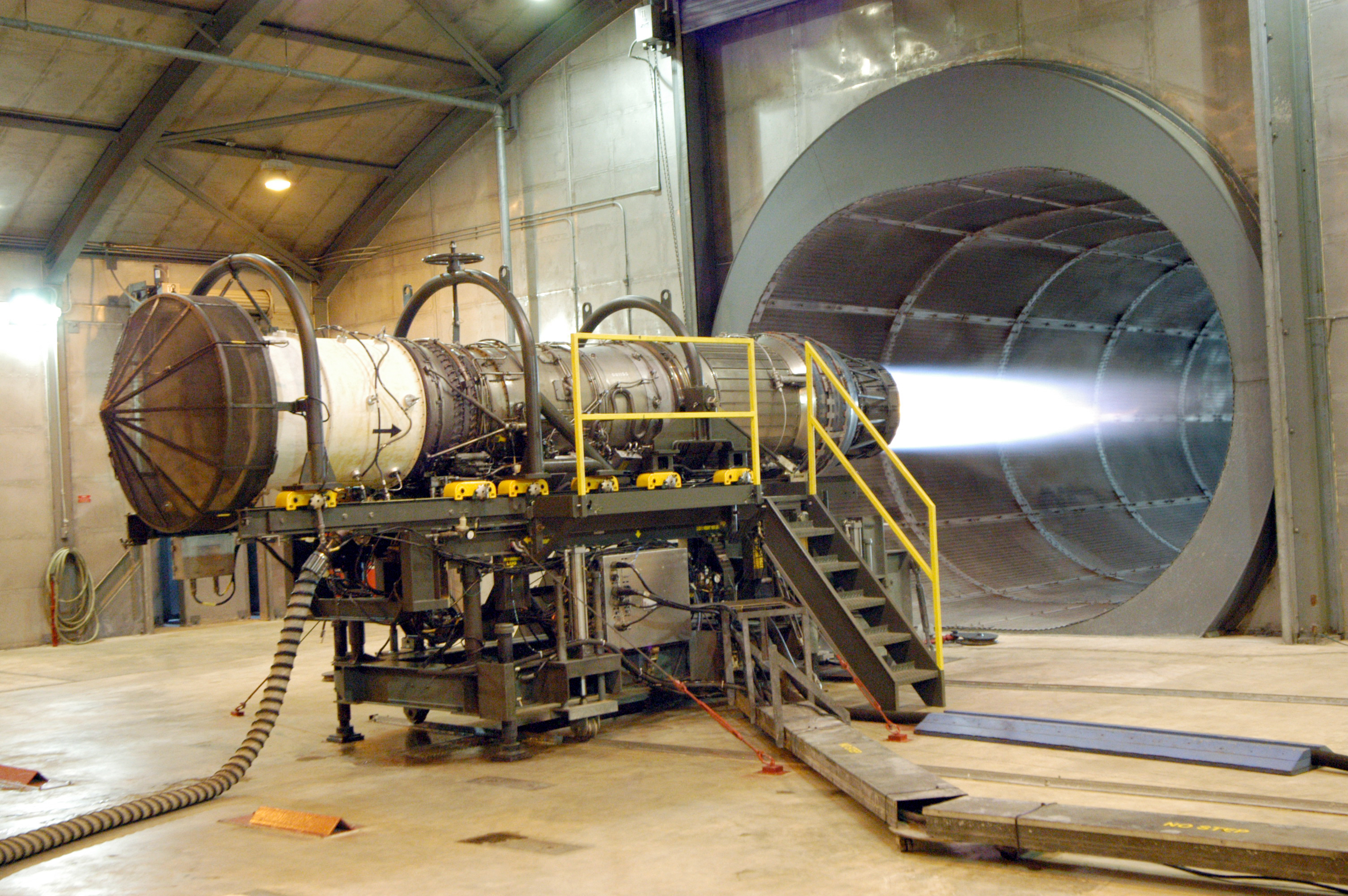
一台普拉特·惠特尼F100渦扇引擎正在美国佐治亚州的罗宾斯空军基地试车。这种引擎可以用在F-15和F-16战斗机上

噴射引擎（英語：Jet engine）是一种通过加速和排出的高速流体做功的热机或电机。它既可以输出推力，也可以输出轴功率。
大部分噴射引擎都是依靠牛顿第三定律工作的内燃机，但也有一些例外。常见的噴射引擎有渦輪風扇引擎、渦輪噴射引擎、超音速燃燒沖壓引擎、衝壓引擎、脈衝壓式噴射引擎等。

## 历史
公元前400年，毕达哥拉斯的信徒阿尔希塔斯就尝试过制造一个喷气装置，使一个木鸟沿线飞行，可是因为推力不足而失败了。
历史上最早的喷气发动机被认为是古希腊数学家亚历山大利亚的希罗（Hero of Alexandria）在公元1世纪发明的汽转球。它通过安装在金属球上的两个喷嘴喷出蒸汽使球转动。不过它只能输出很少的一点功率，只是一个玩具。
13世纪时中国已经出现了使用黑火药作为推进剂的火箭。他们常被作为礼花和军用火箭的推进器。最早的实用火箭发动机出现。此后的时间里，火箭的发展断断续续。

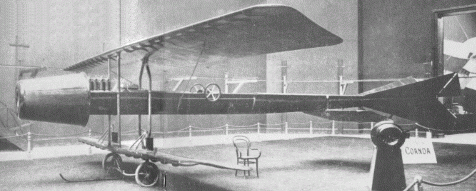
Coanda 1910，一種在1910年時公开的早期喷气式飞机设计。试验以失败告終。

自17世纪起，就有人尝试使用蒸汽动力或者内燃机实现可以在航空器上使用的喷气式发动机，如亨利·科安德的Coanda 1910。但是均以失败告终。
这个时期人们开始尝试混合式的喷气发动机。用一台常规的活塞发动机驱动风扇压缩空气，來混合燃料後点燃推进。这样的例子包括Coanda 1910、Campini Caproni CC.2、和日本用在神风特攻队的津-11发动机。这个时代的尝试被称为热喷射引擎（Motorjet）。这种发动机虽然结构简单，但是重量很大，推力不足，实用性很差。
解决问题的关键是使用由燃气驱动的涡轮来驱动压缩机，这样就可以省略掉热喷气引擎里面多余的活塞发动机并且提供更大的推力。这样的想法类似于燃气轮机。1903年挪威人Ægidius Elling发明了燃气轮机。但是这种技术还不能应用在喷气发动机上，因为当时的材料还不能生产这样的引擎，并且在安全性和连续工作性上还有很多问题。
其他的解决方法这时候也在进行着。奥匈帝国的Albert Fonó在1915年设计了一种通过燃气和压缩空气来提高炮弹射程的装置。这种装置通过变截面的进气道将炮弹高速飞行时的气流压缩并点燃，从而提供推力。奥匈帝国军队最终没有采取它的设计，于是他于1928年在德国注册了超音速冲压发动机的专利并在1932年获得通过。冲压发动机因此诞生。
1921年，法国人马克西姆·纪尧姆获得了第一个喷气发动机的专利。他的设计类似轴流式喷气发动机。
1923年，美国国家标准局发表的一份报告怀疑了喷气发动机的作用。报告认为喷气发动机对于当时的低空飞行没有什么经济价值，甚至指出"现在看来，在目前，任何可能的喷气推进器都没有什么实际价值，甚至在军事用途上。"
1928年，英国克伦威尔皇家空军学院的弗兰克·惠特尔提出了新的喷气发动机设计。1930年1月，惠特尔提交了喷气发动机的设计专利并且在1932年获得了专利。惠特尔的设计是将两级轴流式压气机装在一个大型的离心式压气机前面，并由涡轮驱动。后来惠特尔去掉了前面的轴流压气机而使用一个更大的离心压气机。1937年这种发动机进行了实验，但是因为燃料泄漏故障而没有成功。因为英国政府没有兴趣，惠特尔的设计被搁置了。

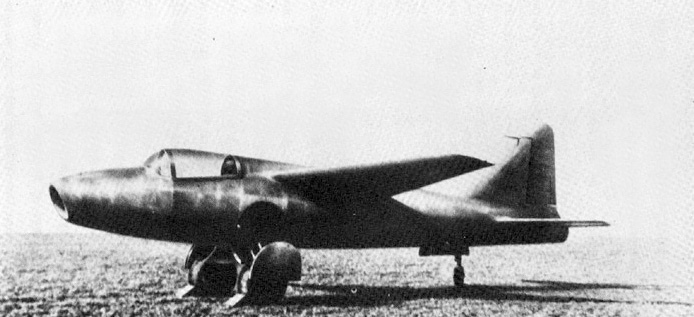
He-178，人类历史上第一架喷气式飞机

与此同时，德国的汉斯·冯·奥安在德国进行着完全独立的设计。起初奥安的发动机是用电力驱动的，他的目的只是为了演示这种发动机的可行性。奥安后来加入了正在寻找喷气式发动机设计的亨克尔公司，并且试制了新的发动机。新的发动机最初使用氢作为燃料，后来改用了普通的航空燃油。他可以提供5kN的推力。1939年8月27日，飞行员Erich Warsitz驾驶着装着奥安喷气发动机的He-178从Rostock-Marienehe机场起飞。这是人类历史上第一架喷气式飞机。
使用离心式喷气发动机的英国喷气战斗机和使用火箭式和轴流式喷气发动机的德国战斗机都参加了第二次世界大战晚期的战斗。性能较为先进的德国喷气战斗机取得了优秀的战果。促使航空器在后来的时代迅速转向喷气时代。

## 类型
按照工作介質的来源，喷气发动机可以分为火箭发动机和涡轮喷气发动机两大类。

### 火箭发动机
發動機經內部自行攜帶工作介質供反應室直接經反應產生排出高温高速尾气来获得推力即是火箭发动机。

#### 物理动力火箭
利用喷出高压的热水或者冷空气推进的发动机。这种发动机出现的最早，但基本没什么使用价值。

#### 化学动力火箭

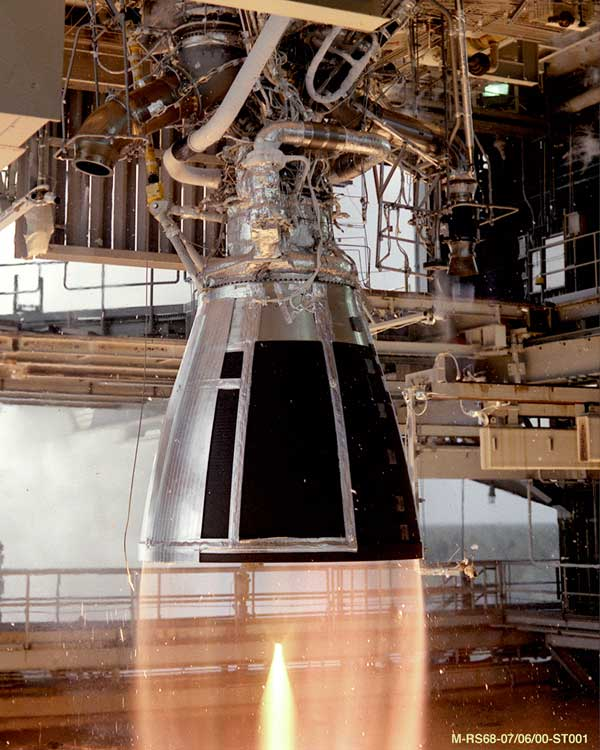
航天飞机使用的RS-68火箭发动机

利用燃烧的化学能推进的发动机。拥有很大的推力。但比冲较低且体积巨大。多用在运载火箭和武器上。

#### 離子發動機

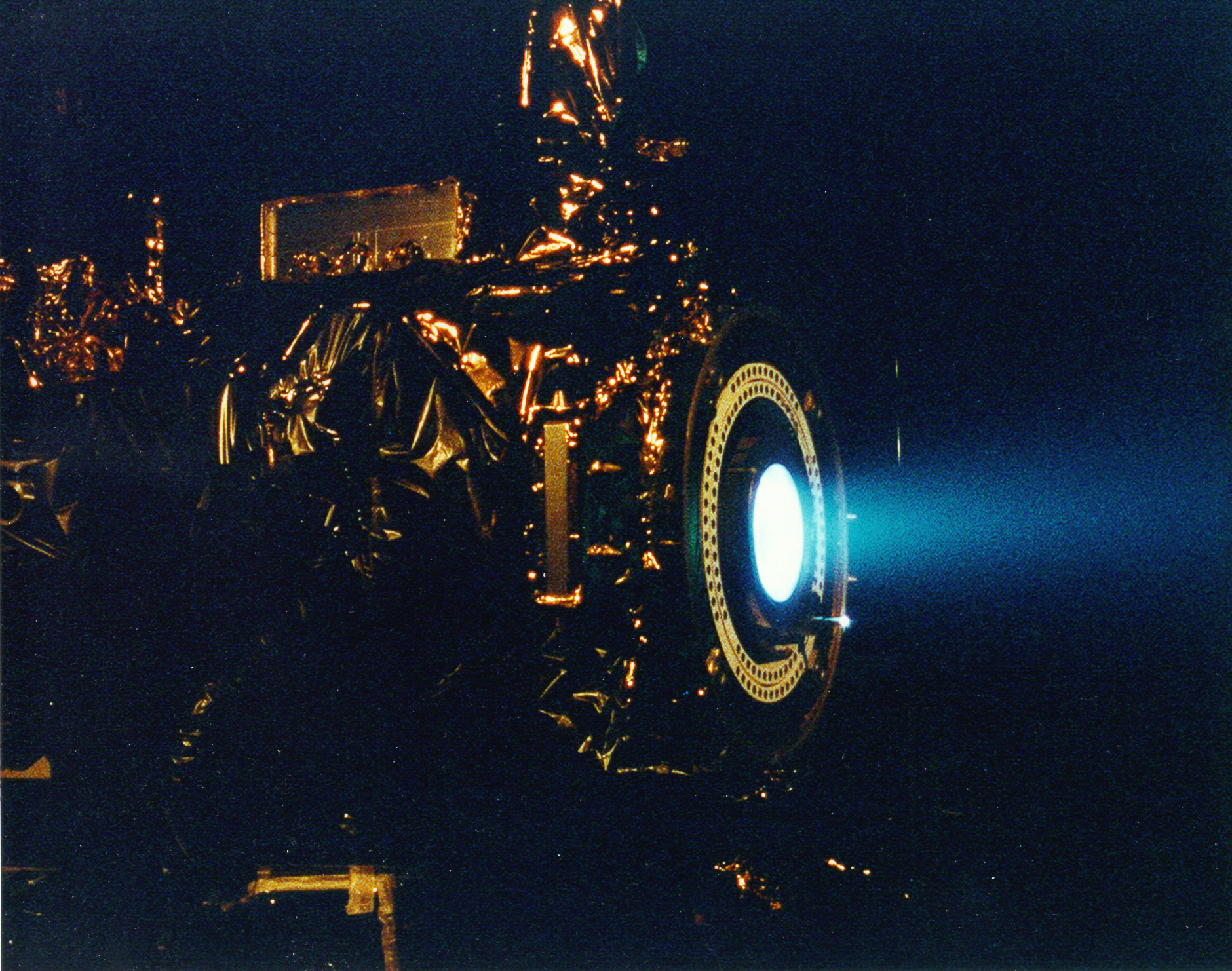
一台在地面试车的离子发动机

将电离的气体用库伦力或洛伦兹力推进的电动喷气引擎。拥有超大的比冲与效率和较小的推力。目前多用在大型太空船的姿态调整用发动机和小型太空船的主发动机上。

### 涡轮喷气式发动机
采用經壓縮機從外部環境吸入的工作介質，供燃烧室與燃料燃燒出高溫高壓喷气产生推力，就是涡轮喷气发动机。

#### 离心式涡轮喷气发动机
使用离心叶轮作为压气机。这种压气机很简单，适合用比较差的材料制作，所以在早期应用很多。这种压气机阻力很大，压缩比高，但如果希望提高发动机的功率，就只能不断地加大其直径，使其飞行阻力更大，所以现在已经不再使用这种压气机。

#### 轴流式涡轮喷气发动机
使用扇叶作为压气机。这样的发动机克服了离心式发动机的缺点，因此具有很高的性能。缺点是構造複雜，重量高出許多，制造工艺苛刻。现在的高空高速飞机依然在使用轴流式涡喷发动机。

#### 涡轮风扇发动机

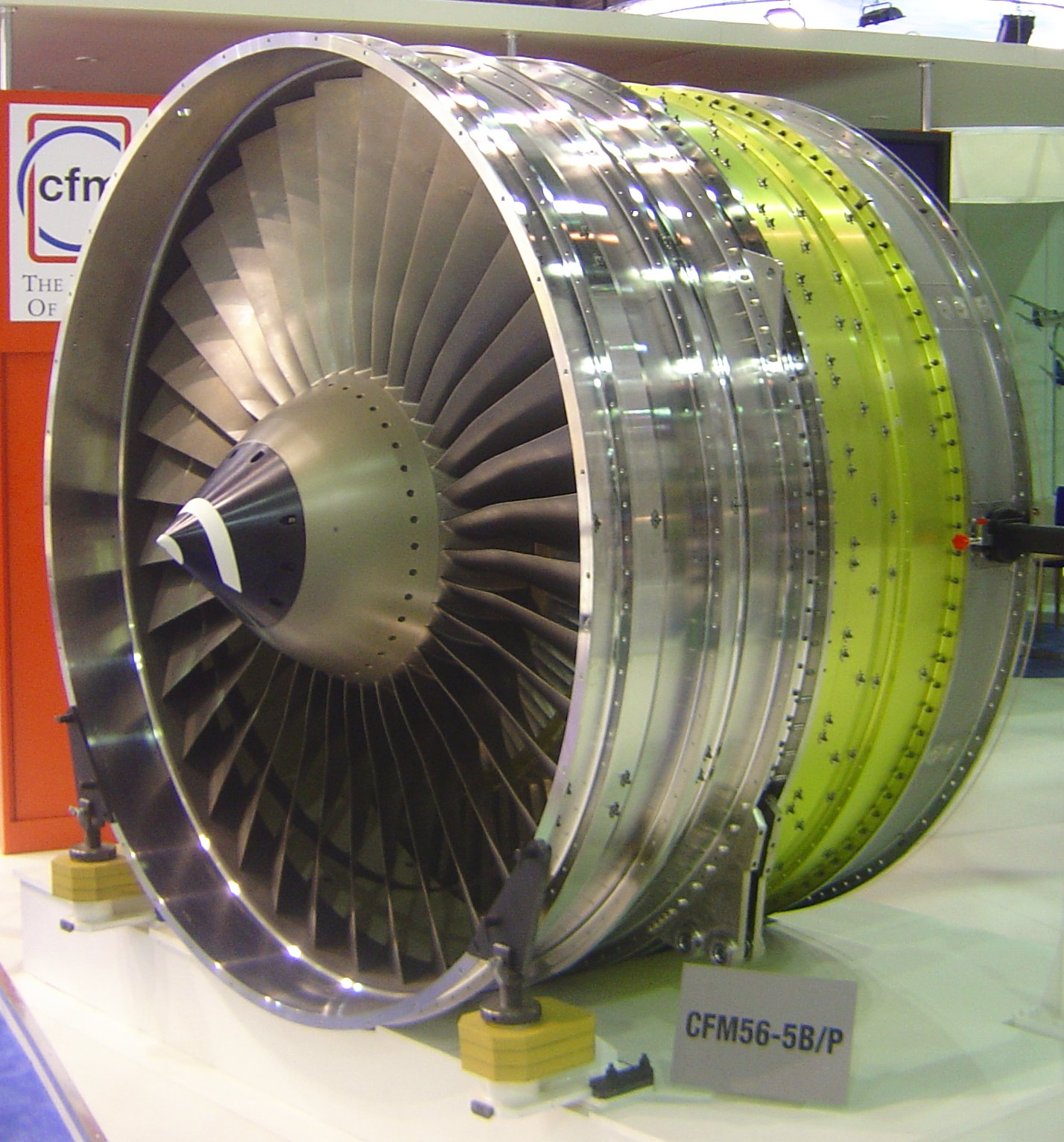
CFM56涡扇发动机的第一级风扇

在轴流式涡喷发动机的一级压气机上安装巨大的进气风扇的发动机。一级压气机风扇因为体积大，除了可以压缩空气外，还能当作螺旋桨使用。
涡轮风扇发动机的燃油效率在跨音速附近比涡轮喷气发动机要高。

#### 桨扇发动机

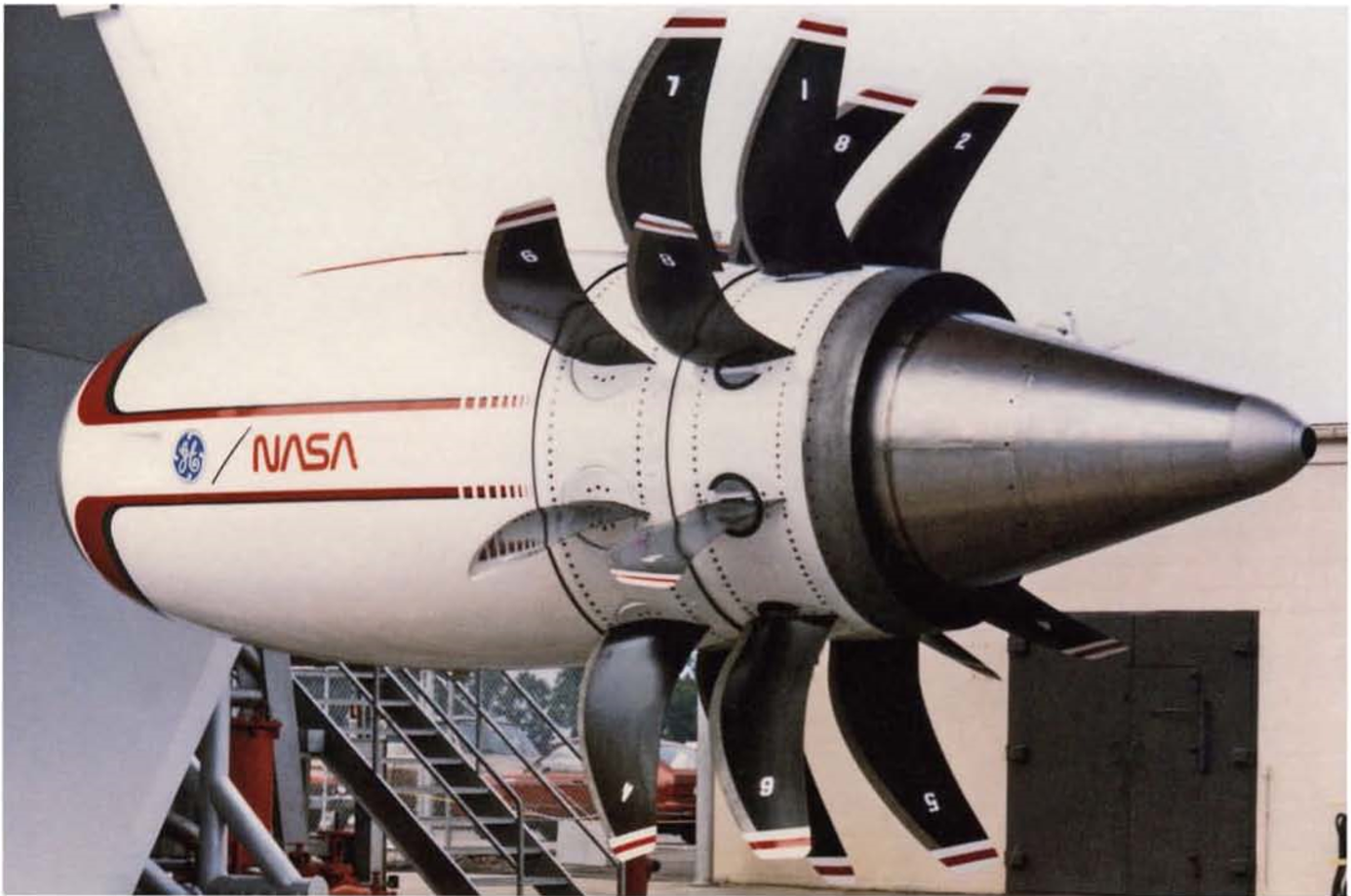
通用电气 GE36 涡轮桨扇发动机

桨扇发动机类似于涡扇发动机，但没有风扇涵道，风扇置于发动机短舱之外，除提供噴射力外，風扇葉片也提供动力。

## 应用
喷气发动机可以应用在任何航空航天器上，吸入式发动机可以用在飞机、巡航导弹和空天飞机上。此外还可以用在气垫船和地效飞行器上。
火箭发动机则用于烟花、运载火箭、军用火箭、各种导弹和飞船上。
有时喷气发动机也会用在特制的汽车上，这些用于竞赛的汽车可以拥有极高的速度，有的甚至可以超过音速。一些爱好者也会把喷气发动机安装在家用汽车、滑板、甚至自行车上。美国曾经研制过在北极使用的喷气式雪橇。
有些喷气发动机会被改装成燃气轮机，用做发电、取暖之用。改造后的发动机大多使用天然气。

## 物理原理
除了输出轴马力的涡桨和涡轴发动机之外，所有的喷气发动机都是依靠高速喷射推进剂，通过牛顿第三定律产生的推力来做功的。火箭发动机的推进剂携带于火箭内部。

### 涡轮喷气发动机

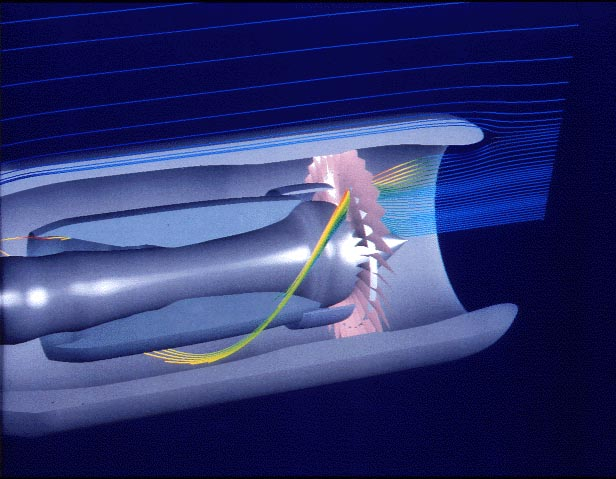
一台低涵道比的涡扇发动机的计算机模拟

### 变循环发动机
如果一种发动机的某些结构可以变形，使它能够分别以涡扇、涡喷、冲压等不同的发动机形式工作，那么他就称为变循环发动机（VCE）。他在正常情况下是一台低涵道比的涡扇发动机或带有外涵道的涡喷发动机。随着速度的提高，涡扇的前风扇会停止运作并调整到阻力最低的情况并关闭外涵道，变成一台涡喷发动机。速度再提高时涡喷发动机的进气也会关闭并启动外涵道，并在外涵道的末端点火，变成冲压发动机。这样，单一一台发动机就可以拥有三种发动机的性能优势，适应从低速飞行到高超音速的各种情况。
最早的实用变循环发动机是SR-71上使用的普惠J58发动机。此后通用电器也设计了YF120变循环涡扇发动机用于ATF计划。但是这两种发动机都没有得到广泛的应用。主要的原因还是因为变循环发动机结构过于复杂，且价格高昂。不过在以后的高速民航客机上，这种设计还有很大的发展潜力。
目前美国通用电气公司拥有世界最好的变循环发动机技术，而中国航天科技集团于2016年8月1日宣布正在研制基于变循环发动机的组合动力飞行器，预期可让进入太空的成本大大降低。

### 氢燃料吸入式发动机

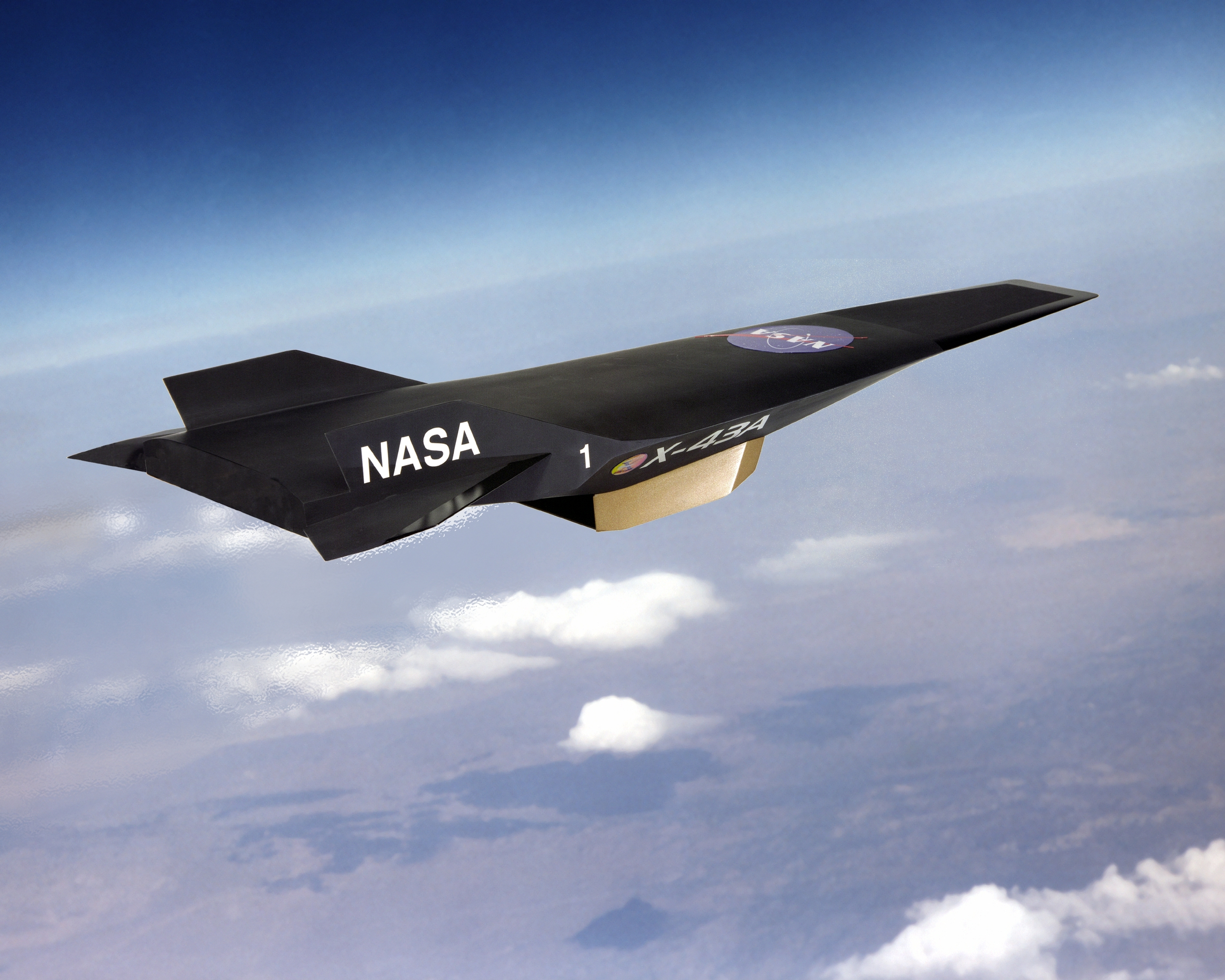
NASA的X-43高超音速试验机。它使用的是氢燃料的冲压发动机。可以飞到十倍音速。

飞机的发动机因为使用航空煤油作为燃料而产生的污染，已经对人类造成了很大的困扰。而使用燃烧后只生成水的氢燃料发动机就可以从很大程度上避免这个问题。此外，氢的燃烧效率比航空煤油要高很多，因此可以获得更大更经济的推力。
氢燃料的另一个用途是用作冲压发动机的燃料。特别是对于需要入轨飞行的空天飞机，携带的氢燃料在进入太空后也可以用在火箭发动机上。这样就不用为了大气层内的飞行携带额外的燃料。
氢燃料发动机的最大缺点就是氢燃料的安全性。液氢的储存和运输都很困难，并且很容易爆炸。这些问题严重影响氢燃料发动机的使用。直到现在，使用氢燃料发动机的飞机大多还停留在原型机阶段。

### 核动力喷气发动机
利用核爆炸或者受控核聚变加速工质推进的发动机。它的特点是无论推力还是比冲都非常大。缺点是体积庞大且难以控制，而且还有很多技术难点尚未解决。目前还没有实用的产品出现。
核动力发动机可採進氣式設計（如冥王星巡航导弹）或者火箭式猎户座计划。如果使用核裂变能作为推进能量的来源，这种发动机就会造成很严重的核辐射污染，因此不太适用于在大气层内使用。
核动力喷气发动机的研究起源于1950年代。那时候有很多需要用到核动力引擎的的高速超长射程巡航导弹计划和快速载人航天计划。随着他们的一一流产，核动力发动机沉寂了一段时间，后来在1970年代再一次被提出用于星际航行计划。直到现在，核动力喷气发动机还是处在实验室研究的阶段，并且现在的工作方式已经逐渐倾向于使用核聚变能。

## 相关條目
- 燃氣渦輪發動機
- 涡轮喷气发动机
- 涡轮风扇发动机
- 涡轮轴发动机
- 涡轮螺旋桨发动机
- 脉冲式喷气发动机

- 冲压发动机
- 火箭发动机
- 离子推进器
- 燃气轮机
- 后燃器